# 何云峰
何云峰（1922年1月—2013年1月6日），男，四川平昌人，中华人民共和国军事人物，中国人民解放军少将。

## 生平
1922年1月，何云峰生于四川平昌，家境贫寒，放牛为生.
1933年3月加入中国工农红军第四方面军，参加长征。
抗日战争时期，曾参加百团大战。
第二次国共内战时期，曾参加上党战役、闻夏战役、同浦战役、临浮战役、吕梁战役、汾孝战役、晋南战役、潼关战役、豫西战役、洛阳战役、宛西战役、淮海战役、渡江战役等。
1949年以后，历任成都军区副政治委员、福州军区副政治委员等职。
1964年被授予少将军衔，曾荣获三级八一勋章、三级独立自由勋章、二级解放勋章和一级红星功勋荣誉章。曾任第四届全国人大代表、第五届全国政协委员。
文革期间1969年至1973年，任四川省委书记处书记。
2013年1月6日，因病于福州逝世。